# Pasión prohibida
Pasión prohibida è una telenovela statunitense, prodotta dal network in lingua spagnola Telemundo nel 2013 e girata a Miami per un totale di 107 puntate.

## Il serial
È il remake della serie turca Aşk-ı Memnu (traducibile come Amore proibito). Ha come protagonisti Jencarlos Canela, Mónica Spear, Roberto Vander, Mercedes Molto e Rebecca Jones nel ruolo di antagonista femminile. Pasión prohibida fu l'ultima partecipazione artistica di Mónica Spear, morta il 6 gennaio 2014 in Venezuela a soli 29 anni, assassinata da rapinatori del posto intenti a derubarla insieme al marito.
In Italia è stata trasmessa dal 7 gennaio 2014 su Rai 2 ma, a causa dei bassi ascolti riscontrati, il 22 dello stesso mese è stata sospesa. La messa in onda è ripresa il 6 giugno successivo, sulla stessa emittente.
| Stagione       | Puntate | Prima TV USA | Prima TV Italia |
| -------------- | ------- | ------------ | --------------- |
| Prima stagione | 107     | 2013         | 2014            |

## Trama
La storia racconta le vicissitudini di Bianca, una ragazza bella e di classe che prova però risentimento verso sua madre Flavia, che accusa di aver causato la morte di suo padre. Il rapporto fra le due è conflittuale e peggiora quando Ariel, il milionario a capo della Piamonte Enterprises e che Flavia aveva deciso di conquistare, chiede la mano della giovane figlia di quest'ultima; dopo qualche mese dal matrimonio, le cose si complicano, quando Bruno, nipote di Ariel ed ex fidanzato di Penélope, sorella di Bianca, s'innamora di lei. Bianca e Bruno cercano di resistere a questa passione proibita, ma si accorgono presto che è impossibile spegnere i forti sentimenti che li legano. Bianca deve poi vedersela con Deniz, la governante innamorata di Ariel, e con Nina, cugina di Bruno, che intende conquistarlo senza mezzi termini. Bianca e Bruno inizieranno una relazione segreta, destinata però a finire male, in quanto ostacolata sin dall'inizio dall'egoista Flavia, dal misterioso autista Yair e da Nina. Nelle ultime puntate Bruno decide di sposare Nina (sua cugina alla lontana) per non far scoprire il tradimento che c' era fra lui e Bianca e nell'ultimo episodio quest'ultima si presenta al loro matrimonio vestita di bianco con una pistola intenta a fare una pazzia. La serie si conclude con il tragico suicidio di Bianca davanti a tutti gli invitati al matrimonio dopo aver finalmente confessato il suo amore proibito per Bruno e la loro relazione segreta, lasciando il primo devastato dal dolore e dal senso di colpa di aver voltato le spalle a quel loro amore.

## Personaggi

### Personaggi principali
- Bruno Hurtado (puntata 1-107), interpretato da Jencarlos Canela.
Bruno è l'affascinante nipote di Ariel e protagonista maschile; è l'ex fidanzato di Penélope, dalla quale è fuggito dopo averla tradita; ritorna dopo tanto tempo per cercare di riconquistarla, ma scopre che è già sposata. Si innamorerà perdutamente e profondamente della bella e giovane Bianca, la moglie di suo zio, e con lei inizierà una tormentata e passionale relazione segreta. Il loro amore verrà ostacolato dall'arrivista Flavia, madre di Bianca e da Nina, cugina di Bruno, innamorata da sempre di lui. Bruno e Bianca, tra molti alti e bassi della loro relazione continuano anche ad indagare insieme per far luce sui misteri della potente famiglia del ragazzo e sul passato della doppiogiochista Flavia. Per paura di distruggere e rovinare ulteriormente la famiglia di suo zio, complice il sospetto crescente della sua tresca e stanco di nascondere segreti che feriscono i suoi cari, Bruno non ha il coraggio di ammettere il suo amore per Bianca e fuggire con lei per rifarsi insieme una nuova vita, decidendo di lasciarla sola per salvare così la reputazione di tutti. La scomparsa dell'amata Bianca, tuttavia lo lascia inevitabilmente dilaniato dal dolore e dal senso di colpa.
- Bianca Santillana de Piamonte (puntata 1-107) , interpretata da Mónica Spear.
Bianca è la bellissima figlia di Martìn e Flavia ed è la protagonista femminile. Voleva molto bene al padre e odia tantissimo sua madre perché la ritiene responsabile della morte dell'uomo. Sposa Ariel, nonostante l'enorme differenza di età. Giovane determinata, vendicativa ed elegante, si innamorerà follemente di Bruno e con lui vivrà una storia d'amore segreta colma di una passione devastante, ma allo stesso tempo molto travagliata, che culminerà con una inevitabile e terribile tragedia. Dopo infatti ulteriori peripezie e sofferenze, di cui Bianca è stata vittima, ella viene lasciata sola proprio da Bruno, che piuttosto che affrontare Ariel e prendersi le sue responsabilità, preferisce scendere a compromessi volendo sposare Nina. Sentendosi tradita e abbandonata, complice anche la consapevolezza dell'imminente e totale rovina sia sua che di sua madre, Bianca decide di porre fine a tutto questo dolore, prima confessando il suo tradimento con Bruno per poi uccidersi davanti a tutti, sia per punire il suo amato che per salvarlo al tempo stesso dall'ira del marito Ariel.
- Ariel Piamonte (puntata 1-107), interpretato da Roberto Vander.
Ariel è il padre di Nina e Santhiago, proprietario della Piamonte Enterprises. Dopo la morte della moglie Isabel, si innamora sinceramente di Bianca e i due convolano a nozze malgrado il parere contrario di Nina con cui Bianca entra subito in conflitto.
- Deniz "Mademoiselle" Lefevre (puntata 1-107), interpretata da Mercedes Molto.
Deniz è la governante di casa Piamonte. Segretamente innamorata di Ariel, ha un legame molto forte con Nina.
- Flavia Santillana (puntata 1-107), interpretata da Rebecca Jones.
Flavia è la madre di Bianca e Penelope ed acerrima nemica del suo consuocero Guillermo Arredondo.

### Personaggi secondari
- Nina Piamonte, interpretata da Carmen Aub.
Nina è la figlia di Ariel ed è innamorata di suo cugino Bruno.
- Penélope Santillana de Arredondo, interpretata da Sabrina Seara.
Penélope è la figlia maggiore di Flavia e Martín. Dopo aver chiuso con Bruno, si innamora e sposa con Nicolás Arredondo da cui avrà due figli, malgrado il parere contrario della madre Flavia.
- Yair Duarte, interpretato da Pepe Gámez.
Yair è l'autista dei Piamonte, innamorato di Nina, ma amato da Camila.
- Santhiago "Santi" Piamonte, interpretato da Nikolás Caballero.
Santi è il figlio minore di Ariel e Isabel. Quest'ultima è morta poco dopo averlo dato alla luce.
- Eliana Ramírez, interpretata da Priscila Perales.
Eliana è una modella. Innamorata di Bruno con cui si fidanza e lascia più volte, è ignara del fatto che Bruno sia innamorato di Bianca.
- Guillermo Arredondo, interpretato da Henry Zakka.
Guillermo è a capo dell'azienda che porta il suo nome. Sposato con Nuria (nonostante la tradisca), è padre di Nicolás con cui ha un rapporto conflittuale.
- Nicolás Arredondo, interpretato da Jorge Consejo.
Nicolás è il figlio di Guillermo e Nuria Arredondo. Si innamora e si sposa con Penélope Santillana, malgrado il parere contrario di suo padre Guillermo. È membro della Piamonte Enterprises.
- Camila Barrera, interpretata da Sharlene Taulé.
Camila è una domestica dei Piamonte, figlia di Salomon e Celeste. È innamorata di Yair.
- Salomon Barrera, interpretato da Rubén Morales.
Uomo di fiducia dei Piamonte. Vive con la sua famiglia (la moglie Celeste e la figlia Camila) a villa Piamonte.
- Celeste Barrera, interpretata da Beatriz Monroy.
Celeste è una domestica dei Piamonte, moglie di Salomon e madre di Camila.
- Teresa Lopez, interpretata da Gisella Aboumrad.
Teresa è una domestica dei Piamonte.
- Katia, interpretata da Liannet Borrego.
Katia è la domestica privata di Flavia Santillana.
- Nuria Arredondo, interpretata da Martha Pabón.
Nuria è la moglie di Guillermo Arredondo e la madre di Nicolás. Entra in conflitto con quest'ultimo quando scopre che la tradisce con Eliana.
- Francisca Piamonte, interpretata da Marisela González.
Sorella di Ariel. Lavora nella Piamonte Enterprises.
- Martín Santillana, interpretato da Héctor Soberón.
Marito di Flavia, padre di Bianca e Penélope, muore colpito da infarto. Aveva un forte legame con Bianca.

## Distribuzione internazionale
| Paese                 | Canale/i                          |
| --------------------- | --------------------------------- |
| Ecuador               | Ecuavisa                          |
| Porto Rico            | Telemundo PR                      |
| Venezuela             | Televen                           |
| Francia               | Outre-Mer 1 ère / France ô / IDF1 |
| Honduras              | HTV                               |
| Panama                | TVN / Telemix Internacional       |
| Costa Rica            | Teletica                          |
| Italia                | Rai 2 / Rai Premium               |
| Georgia               | Imedi TV                          |
| Bolivia               | Unitel                            |
| Repubblica Dominicana | Telesistema 11                    |
| Perù                  | ATV                               |
| Nicaragua             | Televicentro                      |
| Spagna                | Nova                              |
| Slovenia              | POP TV                            |
| Paraguay              | SNT / Unicanal                    |
| Messico               | Gala TV / Telemundo Internacional |
| El Salvador           | TCS Canal 4                       |
| Romania               | Acasă                             |
| Regno Unito           | Sky 1                             |
| Filippine             | ABS-CBN                           |
| Costa d'Avorio        | RTI 2                             |

## Riconoscimenti
- 2013 - Premios Tu Mundo[4]
  - Nomination - Telenovela dell'anno.
  - Vinto - Protagonista preferito a Jencarlos Canela.
  - Nomination - Protagonista preferita a Mónica Spear.
  - Nomination - Il cattivo più buono a Henry Zakka.
  - Nomination - La cattiva più buona a Rebecca Jones.
  - Nomination - Primo attore a Henry Zakka.
  - Nomination - Primo attore a Roberto Vander.
  - Nomination - Prima attrice a Rebecca Jones.
  - Nomination - Miglior momento sfortunato.
- 2014 - Miami Life Awards[5]
  - Nomination - Miglior protagonista maschile di telenovela a Jencarlos Canela.
  - Nomination - Miglior attrice di reparto in una telenovela a Mercedes Molto.
  - Nomination - Miglior prima attrice di telenovela a Rebecca Jones.
  - Nomination - Miglior primo attore di telenovela a Roberto Vander.
  - Nomination - Miglior primo attore di telenovela a Henry Zakka.
  - Nomination - Miglior telenovela.